# Хозьмино
Хо́зьмино — посёлок в Вельском районе Архангельской области. Административный центр муниципального образования «Хозьминское»

## Географическое положение
Посёлок находится в 38 км к северо-западу от Вельска, на левом берегу реки Вель (приток Ваги) в месте впадения в неё реки Елюга.

## Население
| 2002 | 2010 | 2012 | 2014 |
| ---- | ---- | ---- | ---- |
| 405  | ↗427 | ↗459 | ↘456 |

## Инфраструктура
В посёлке расположена электрическая подстанция производственного отделения «Вельские электрические сети» ПС 35/10 № 219 Хозьмино, питающая все населённые пункты муниципального образования «Хозьминское». Введена в эксплуатацию в 1982 году, оснащена двумя трансформаторами 1,6 МВА.

## Достопримечательности
Церковь Благовещения Пресвятой Богородицы  Объект культурного наследия № 2900000957 — кирпичная одноэтажная церковь 1823—1840 годов постройки. Престолы Благовещения Пресвятой Богородицы, Трех святителей, святого Николая Мирликийского. В советское время была закрыта и использовалась как автомастерские.